# Собченко Володимир Федорович
Володимир Федорович Собченко (13 червня 1930, місто Біла Церква, тепер Київської області — 30 вересня 2014, місто Москва) — український радянський партійний діяч, дипломат. Депутат Верховної Ради УРСР 9-го скликання. Кандидат у члени ЦК КПУ в 1976—1981 роках.

## Біографія
Член КПРС з 1953 року.
У 1954 році закінчив факультет ветеринарної медицини Білоцерківського сільськогосподарського інституту.
У 1954—1955 роках — старший ветеринарний лікар в Тянь-Шанській області Киргизької РСР.
У 1955—1957 роках — інструктор Тянь-Шанського обласного комітету КП Киргизії.
У 1957—1962 роках — інструктор Сталінського обласного комітету КПУ.
У 1962—1971 роках — інструктор, завідувач сектору сільськогосподарського відділу ЦК КПУ, інспектор ЦК КПУ.
29 жовтня 1971 — 6 грудня 1973 року — секретар Вінницького обласного комітету КПУ з питань сільського господарства.
6 грудня 1973 — вересень 1978 року — 2-й секретар Вінницького обласного комітету КПУ.
У 1978—1980 роках — слухач Дипломатичної академії Міністерства закордонних справ СРСР.
У жовтні 1980 — жовтні 1986 року — надзвичайний і повноважний посол СРСР в Лаоській Народно-Демократичній Республіці.
У 1986 — лютому 1991 року — надзвичайний і повноважний посол СРСР в Туніській Республіці.
3 1991 року — на пенсії у Москві.

## Нагороди
- орден Жовтневої Революції
- орден «Знак Пошани» (22.03.1966)
- орден Дружби народів
- орден Свободи 1-го ст. Лаоської Народно-Демократичної Республіки
- орден Туніської Республіки
- медалі